# Опклада века
Опклада века: Унутар машинерије судњег дана (енгл. The Big Short: Inside the Doomsday Machine) је не-фикцијска књига Мајкла Луиса о стварању „америчком стамбеног балона” током 2000-их. Књигу је 15. марта 2010. године објавио  W. W. Norton & Company. Провела је 28 недеља на листи бестселера Њујорк тајмса и према њој је снимљен истоимени филм из 2015. године.

## Радња
Права прича о краху берзе почела је на мрачним местима на која се Комисија за берзу и вредносне хартије не усуђује да крочи: на тржиштима обвезница и некретнина, где су стручњаци измислили неразумљиве клаузуле у хартијама од вредности да би профитирали од ниже и средње класе Американаца. Оне који су схватили шта се дешава нико није желео да слуша.
Мајкл Луис пише савремену, актуелну причу чији су покретачи изузетни ликови, причу препуну горчине и мрачног хумора. Од неколицине неугледних људи у том послу, Луис обликује убедљиву и необичну приповест доказујући да је најбољи и најдуховитији хроничар нашег доба. Читалац ће коначно схватити праве разлоге економског краха са почетка 21. века.

## Пријем
Књига се 2010. нашла у ужем избору за награду Фајненшал тајмса и Голдман сакса за бизнис књигу године. Провела је 28 недеља на листи не-фикцијских бестселера Њујорк тајмса.
Такође, 2011. године је освојила књижевну награду Роберт Ф. Кенеди центра за правду и људска права.

## Филм
Парамаунт је стекао права на Опкладу века 2013. године. Дана 24. марта 2014, објављено је да ће адаптацију режирати Адам Макеј. Дана 13. јануара 2015. године, Variety је известио да су Бред Пит, Кристијан Бејл и Рајан Гозлинг добили главне улоге у филму, као и да ће Пит продуцирати филм са Макејом и Диди Гарднер. Након тога, глумачкој постави се придружио и Стив Карел. Plan B Entertainment финансирао је филм са Парамаунтом који се бавио правима дистрибуције.
Продукција је почела 23. марта 2015. године у Њу Орлеансу. Филм је реализован 11. децембра 2015. године и наишао је на позитивне критике, освојивши Оскара за најбољи адаптирани сценарио, а био је номинован и за Оскара за најбољи филм.